# Kendra James
Kendra James (Fort Lauderdale, 23 settembre 1981) è un'attrice pornografica statunitense.

## Biografia
Nel 1998 ha iniziato a lavorare come modella per aziende legate al Fetish e al BDSM, come Fantasy Makers, Sickpuppy o Kink.
All'inizio degli anni 2000 ha deciso di lasciare il suo lavoro di modella fetish e bondage, per andare in tournée con l'artista Reverend B. Dangerous, con cui ha lavorato con il nome d'arte "Stitches". Si è anche esibita durante l'Ozzfest, condividendo il palco con Black Sabbath, Marilyn Manson, Ozzy Osbourne, Pantera e Slipknot.
Nel 2005, dopo essere tornata a lavorare come modella fetish, è entrata nell'industria del cinema per adulti, debuttando come attrice all'età di 24 anni.
Nel 2017 ha ricevuto la sua prima nomination agli AVN Awards nella categoria miglior attrice non protagonista nel film Missing: A Lesbian Crime Story. Nel 2023 è stata inserita nella AVN Hall of Fame.

## Riconoscimenti
AVN Awards
- 2023 – Hall of Fame[4]